# Finca 4
Finca 4 es un corregimiento del distrito de Changuinola, en la provincia de Bocas del Toro, República de Panamá. Fue fundado el 19 de octubre de 2020, segregado del corregimiento de El Empalme.